# Groupe B de la Coupe du monde féminine de basket-ball 2022
Le groupe B de la Coupe du monde 2022 se dispute du 22 au 27 septembre 2022. Le groupe est composé de l'Australie, du Canada, de la France, du Japon, de la Serbie et du Mali.
Les quatre meilleures équipes se qualifient pour les quarts de finale.

## Équipes
| Équipe    | Qualification  | Qualification   | Apparition | Apparition | Apparition | Meilleure performance | Classement FIBA | Classement continental |
| Équipe    | Méthode        | Date            | Dernière   | Total      | D'affilée  | Meilleure performance | Classement FIBA | Classement continental |
| --------- | -------------- | --------------- | ---------- | ---------- | ---------- | --------------------- | --------------- | ---------------------- |
| Australie | Pays hôte      | 26 mars 2020    | 2018       | 16         | 15         | Champions (2006)      | 3               | 1                      |
| Canada    | Qualifications | 5 février 2022  | 2018       | 12         | 5          | 3e place (1979, 1986) | 4               | 2                      |
| Japon     | Qualifications | 5 février 2022  | 2018       | 9          | 4          | Vice-champions (1975) | 8               | 3                      |
| France    | Qualifications | 11 février 2022 | 2018       | 11         | 6          | 3e place (1953)       | 6               | 3                      |
| Serbie    | Qualifications | 12 février 2022 | 2014       | 3          | 1          | 8e place (2014)       | 10              | 5                      |
| Mali      | Remplacement   | 2 juin 2022     | 2010       | 2          | 1          | 15e place (2010)      | 37              | 3                      |

## Classement
| Rang | Équipe      | J | V | P | PP  | PC  | Diff | Pts |
| ---- | ----------- | - | - | - | --- | --- | ---- | --- |
| 1    | Australie H | 5 | 4 | 1 | 390 | 308 | +82  | 9   |
| 2    | Canada      | 5 | 4 | 1 | 356 | 301 | +55  | 9   |
| 3    | Serbie      | 5 | 3 | 2 | 332 | 330 | +2   | 8   |
| 4    | France      | 5 | 3 | 2 | 318 | 296 | +22  | 8   |
| 5    | Japon       | 5 | 1 | 4 | 316 | 333 | -17  | 6   |
| 6    | Mali        | 5 | 0 | 5 | 306 | 450 | -144 | 5   |

Source: FIBA
En cas d'égalité de points de plusieurs équipes à l'issue des matchs de poule, les critères suivants sont appliqués dans l'ordre indiqué pour établir leur classement:
1. Points de chaque équipe,
2. Face-à-face,
3. Différence de points,
4. Points pour.

## Matchs
Toutes les heures correspondent à l'Heure en Australie (UTC+10).

### Canada - Serbie
| 22 septembre 2022 13h00 | Boxscore | Canada                                             | 67-60                               | Serbie                                              |  | State Sports Centre, Sydney Affluence : 1248 Arbitres : Amy Bonner Viola Györgyi Maj Forsberg |
| 22 septembre 2022 13h00 | Boxscore | Score par quart-temps : 15-16, 23-12, 16-13, 13-19 |                                     |                                                     |  | State Sports Centre, Sydney Affluence : 1248 Arbitres : Amy Bonner Viola Györgyi Maj Forsberg |
| 22 septembre 2022 13h00 | Boxscore | Score par mi-temps : 38–28, 29–32                  |                                     |                                                     |  | State Sports Centre, Sydney Affluence : 1248 Arbitres : Amy Bonner Viola Györgyi Maj Forsberg |
| 22 septembre 2022 13h00 | Boxscore | Alexander, 13 Achonwa, 8 Nurse, 3 Alexander, 19    | Points Rebonds Passes d. Évaluation | Anderson, 18 Krajišnik, 8 Anderson, 3 Krajišnik, 24 |  | State Sports Centre, Sydney Affluence : 1248 Arbitres : Amy Bonner Viola Györgyi Maj Forsberg |

### Japon - Mali
| 22 septembre 2022 14h00 | Boxscore | Japon                                                | 89-56                               | Mali                                      |  | Sydney Super Dome, Sydney Affluence : 2490 Arbitres : Gatis Saliņš Ryan Jones Sara El-Sharnouby |
| 22 septembre 2022 14h00 | Boxscore | Score par quart-temps : 21-18, 26-11, 19-15, 23-12   |                                     |                                           |  | Sydney Super Dome, Sydney Affluence : 2490 Arbitres : Gatis Saliņš Ryan Jones Sara El-Sharnouby |
| 22 septembre 2022 14h00 | Boxscore | Score par mi-temps : 47–29, 42–27                    |                                     |                                           |  | Sydney Super Dome, Sydney Affluence : 2490 Arbitres : Gatis Saliņš Ryan Jones Sara El-Sharnouby |
| 22 septembre 2022 14h00 | Boxscore | Hirashita, 17 Tokashiki, 7 Miyazaki, 6 Hirashita, 19 | Points Rebonds Passes d. Évaluation | N'Diaye, 13 Koné, 14 Koné, 4 Balayera, 12 |  | Sydney Super Dome, Sydney Affluence : 2490 Arbitres : Gatis Saliņš Ryan Jones Sara El-Sharnouby |

### Australie - France
| 22 septembre 2022 20h30 | Boxscore | Australie                                          | 57-70                               | France                                          |  | Sydney Super Dome, Sydney Affluence : 9291 Arbitres : Blanca Burns Johnny Batista Julio Anaya |
| 22 septembre 2022 20h30 | Boxscore | Score par quart-temps : 17-18, 14-14, 16-20, 10-18 |                                     |                                                 |  | Sydney Super Dome, Sydney Affluence : 9291 Arbitres : Blanca Burns Johnny Batista Julio Anaya |
| 22 septembre 2022 20h30 | Boxscore | Score par mi-temps : 31-32, 26–38                  |                                     |                                                 |  | Sydney Super Dome, Sydney Affluence : 9291 Arbitres : Blanca Burns Johnny Batista Julio Anaya |
| 22 septembre 2022 20h30 | Boxscore | Allen, 16 Talbot, 7 Wallace, 2 Allen, 11           | Points Rebonds Passes d. Évaluation | Williams, 23 Michel, 8 Fauthoux, 6 Williams, 23 |  | Sydney Super Dome, Sydney Affluence : 9291 Arbitres : Blanca Burns Johnny Batista Julio Anaya |

### Japon - Serbie
| 23 septembre 2022 12h00 | Boxscore | Japon                                             | 64-69                               | Serbie                                  |  | Sydney Super Dome, Sydney Affluence : 583 Arbitres : Yasmina Alcaraz Andreia Silva Martin Vulić |
| 23 septembre 2022 12h00 | Boxscore | Score par quart-temps : 9-24, 25-14, 12-16, 18-15 |                                     |                                         |  | Sydney Super Dome, Sydney Affluence : 583 Arbitres : Yasmina Alcaraz Andreia Silva Martin Vulić |
| 23 septembre 2022 12h00 | Boxscore | Score par mi-temps : 34-38, 30-31                 |                                     |                                         |  | Sydney Super Dome, Sydney Affluence : 583 Arbitres : Yasmina Alcaraz Andreia Silva Martin Vulić |
| 23 septembre 2022 12h00 | Boxscore | Takada, 15 Akaho, 7 Miyazaki, 6 Takada, 15        | Points Rebonds Passes d. Évaluation | Nogić, 13 Nogić, 9 Anderson, 8 Raca, 17 |  | Sydney Super Dome, Sydney Affluence : 583 Arbitres : Yasmina Alcaraz Andreia Silva Martin Vulić |

### Canada - France
| 23 septembre 2022 18h00 | Boxscore | Canada                                              | 59-45                               | France                                          |  | Sydney Super Dome, Sydney Affluence : 1763 Arbitres : Johnny Batista Gatis Saliņš Wojciech Liszka |
| 23 septembre 2022 18h00 | Boxscore | Score par quart-temps : 15-9, 14-8, 16-13, 14-15    |                                     |                                                 |  | Sydney Super Dome, Sydney Affluence : 1763 Arbitres : Johnny Batista Gatis Saliņš Wojciech Liszka |
| 23 septembre 2022 18h00 | Boxscore | Score par mi-temps : 29-17, 30-28                   |                                     |                                                 |  | Sydney Super Dome, Sydney Affluence : 1763 Arbitres : Johnny Batista Gatis Saliņš Wojciech Liszka |
| 23 septembre 2022 18h00 | Boxscore | Fields, 17 Alexander, 14 Alexander, 3 Alexander, 19 | Points Rebonds Passes d. Évaluation | Williams, 13 Williams, 8 Rupert, 3 Williams, 12 |  | Sydney Super Dome, Sydney Affluence : 1763 Arbitres : Johnny Batista Gatis Saliņš Wojciech Liszka |

### Australie - Mali
| 23 septembre 2022 20h30 | Boxscore | Australie                                          | 118-58                              | Mali                                 |  | Sydney Super Dome, Sydney Affluence : 3563 Arbitres : Amy Bonner Blanca Burns Yana Nikogossyan |
| 23 septembre 2022 20h30 | Boxscore | Score par quart-temps : 23-12, 33-10, 36-23, 26-13 |                                     |                                      |  | Sydney Super Dome, Sydney Affluence : 3563 Arbitres : Amy Bonner Blanca Burns Yana Nikogossyan |
| 23 septembre 2022 20h30 | Boxscore | Score par mi-temps : 56-22, 62-36                  |                                     |                                      |  | Sydney Super Dome, Sydney Affluence : 3563 Arbitres : Amy Bonner Blanca Burns Yana Nikogossyan |
| 23 septembre 2022 20h30 | Boxscore | Magbegor, 15 Blicavs, 8 Madgen, 6 George, 21       | Points Rebonds Passes d. Évaluation | N'Diaye, 15 Koné, 6 Koné, 5 Koné, 10 |  | Sydney Super Dome, Sydney Affluence : 3563 Arbitres : Amy Bonner Blanca Burns Yana Nikogossyan |

### France - Mali
| 25 septembre 2022 14h30 | Boxscore | France                                             | 74-59                               | Mali                                  |  | Sydney Super Dome, Sydney Affluence : 683 Arbitres : Ryan Jones Wojciech Liszka Joyce Muchenu |
| 25 septembre 2022 14h30 | Boxscore | Score par quart-temps : 17-21, 25-11, 15-14, 17-13 |                                     |                                       |  | Sydney Super Dome, Sydney Affluence : 683 Arbitres : Ryan Jones Wojciech Liszka Joyce Muchenu |
| 25 septembre 2022 14h30 | Boxscore | Score par mi-temps : 42-32, 32-27                  |                                     |                                       |  | Sydney Super Dome, Sydney Affluence : 683 Arbitres : Ryan Jones Wojciech Liszka Joyce Muchenu |
| 25 septembre 2022 14h30 | Boxscore | Williams, 14 Williams, 7 Williams, 6 Williams, 18  | Points Rebonds Passes d. Évaluation | Koné, 18 Koné, 18 Haidara, 3 Koné, 32 |  | Sydney Super Dome, Sydney Affluence : 683 Arbitres : Ryan Jones Wojciech Liszka Joyce Muchenu |

### Australie - Serbie
| 25 septembre 2022 18h00 | Boxscore | Australie                                          | 69-54                               | Serbie                                            |  | Sydney Super Dome, Sydney Affluence : 9329 Arbitres : Andreia Silva Johnny Batista Maj Forsberg |
| 25 septembre 2022 18h00 | Boxscore | Score par quart-temps : 18-10, 18-18, 17-15, 16-11 |                                     |                                                   |  | Sydney Super Dome, Sydney Affluence : 9329 Arbitres : Andreia Silva Johnny Batista Maj Forsberg |
| 25 septembre 2022 18h00 | Boxscore | Score par mi-temps : 36-28, 33-26                  |                                     |                                                   |  | Sydney Super Dome, Sydney Affluence : 9329 Arbitres : Andreia Silva Johnny Batista Maj Forsberg |
| 25 septembre 2022 18h00 | Boxscore | Allen, 16 George, 7 Tolo, 5 Allen, 22              | Points Rebonds Passes d. Évaluation | Anderson, 16 Anderson, 7 Anderson, 6 Anderson, 18 |  | Sydney Super Dome, Sydney Affluence : 9329 Arbitres : Andreia Silva Johnny Batista Maj Forsberg |

### Canada - Japon
| 25 septembre 2022 20h30 | Boxscore | Canada                                             | 70-56                               | Japon                                      |  | Sydney Super Dome, Sydney Affluence : 4781 Arbitres : Amy Bonner Blanca Burns Gatis Saliņš |
| 25 septembre 2022 20h30 | Boxscore | Score par quart-temps : 20-12, 21-13, 20-14, 9-17  |                                     |                                            |  | Sydney Super Dome, Sydney Affluence : 4781 Arbitres : Amy Bonner Blanca Burns Gatis Saliņš |
| 25 septembre 2022 20h30 | Boxscore | Score par mi-temps : 41-25, 29-31                  |                                     |                                            |  | Sydney Super Dome, Sydney Affluence : 4781 Arbitres : Amy Bonner Blanca Burns Gatis Saliņš |
| 25 septembre 2022 20h30 | Boxscore | Carleton, 19 Alexander, 11 Amihere, 5 Carleton, 20 | Points Rebonds Passes d. Évaluation | Takada, 11 Akaho, 6 Miyazaki, 5 Takada, 12 |  | Sydney Super Dome, Sydney Affluence : 4781 Arbitres : Amy Bonner Blanca Burns Gatis Saliņš |

### Serbie - Mali
| 26 septembre 2022 13h30 | Boxscore | Serbie                                             | 81-68                               | Mali                                   |  | State Sports Centre, Sydney Affluence : 247 Arbitres : Özlem Yalman Johnny Batista Yu Jung |
| 26 septembre 2022 13h30 | Boxscore | Score par quart-temps : 25-25, 18-14, 19-11, 19-18 |                                     |                                        |  | State Sports Centre, Sydney Affluence : 247 Arbitres : Özlem Yalman Johnny Batista Yu Jung |
| 26 septembre 2022 13h30 | Boxscore | Score par mi-temps : 43-39, 38-29                  |                                     |                                        |  | State Sports Centre, Sydney Affluence : 247 Arbitres : Özlem Yalman Johnny Batista Yu Jung |
| 26 septembre 2022 13h30 | Boxscore | Čađo, 20 Krajišnik, 12 Anderson, 9 Krajišnik, 24   | Points Rebonds Passes d. Évaluation | Koné, 13 Koné, 11 Dembélé, 13 Koné, 12 |  | State Sports Centre, Sydney Affluence : 247 Arbitres : Özlem Yalman Johnny Batista Yu Jung |

### France - Japon
| 26 septembre 2022 16h00 | Boxscore | France                                           | 67-53                               | Japon                                        |  | State Sports Centre, Sydney Affluence : 429 Arbitres : Amy Bonner Andreia Silva Gatis Saliņš |
| 26 septembre 2022 16h00 | Boxscore | Score par quart-temps : 16-5, 13-21, 19-18, 19-9 |                                     |                                              |  | State Sports Centre, Sydney Affluence : 429 Arbitres : Amy Bonner Andreia Silva Gatis Saliņš |
| 26 septembre 2022 16h00 | Boxscore | Score par mi-temps : 29-26, 38-27                |                                     |                                              |  | State Sports Centre, Sydney Affluence : 429 Arbitres : Amy Bonner Andreia Silva Gatis Saliņš |
| 26 septembre 2022 16h00 | Boxscore | Williams, 16 Rupert, 12 Fauthoux, 12 Rupert, 23  | Points Rebonds Passes d. Évaluation | Miyazaki, 13 Takada, 9 Miyazaki, 4 Akaho, 14 |  | State Sports Centre, Sydney Affluence : 429 Arbitres : Amy Bonner Andreia Silva Gatis Saliņš |

### Australie - Canada
| 26 septembre 2022 20h30 | Boxscore | Australie                                          | 75-72                               | Canada                                        |  | Sydney Super Dome, Sydney Affluence : 6801 Arbitres : Blanca Burns Wojciech Liszka Julio Anaya |
| 26 septembre 2022 20h30 | Boxscore | Score par quart-temps : 14-23, 24-10, 13-24, 24-15 |                                     |                                               |  | Sydney Super Dome, Sydney Affluence : 6801 Arbitres : Blanca Burns Wojciech Liszka Julio Anaya |
| 26 septembre 2022 20h30 | Boxscore | Score par mi-temps : 38-33, 37-39                  |                                     |                                               |  | Sydney Super Dome, Sydney Affluence : 6801 Arbitres : Blanca Burns Wojciech Liszka Julio Anaya |
| 26 septembre 2022 20h30 | Boxscore | Magbegor, 16 Talbot, 9 Talbot, 8 Magbegor, 27      | Points Rebonds Passes d. Évaluation | Fields, 17 Alexander, 11 Fields, 3 Fields, 17 |  | Sydney Super Dome, Sydney Affluence : 6801 Arbitres : Blanca Burns Wojciech Liszka Julio Anaya |

### Canada - Mali
| 27 septembre 2022 16h00 | Boxscore | Canada                                                | 88-65                               | Mali                                        |  | State Sports Centre, Sydney Affluence : 1359 Arbitres : Ariadna Chueca Ryan Jones Maj Forsberg |
| 27 septembre 2022 16h00 | Boxscore | Score par quart-temps : 33-16, 20-13, 17-17, 18-19    |                                     |                                             |  | State Sports Centre, Sydney Affluence : 1359 Arbitres : Ariadna Chueca Ryan Jones Maj Forsberg |
| 27 septembre 2022 16h00 | Boxscore | Score par mi-temps : 53-29, 35-36                     |                                     |                                             |  | State Sports Centre, Sydney Affluence : 1359 Arbitres : Ariadna Chueca Ryan Jones Maj Forsberg |
| 27 septembre 2022 16h00 | Boxscore | Carleton, 27 Alexander, 14 Alexander, 4 Alexander, 37 | Points Rebonds Passes d. Évaluation | Dembélé, 12 Koné, 10 N'Diaye, 3 Dembélé, 16 |  | State Sports Centre, Sydney Affluence : 1359 Arbitres : Ariadna Chueca Ryan Jones Maj Forsberg |

### France - Serbie
| 27 septembre 2022 17h30 | Boxscore | France                                              | 62-68                               | Serbie                                              |  | Sydney Super Dome, Sydney Affluence : 2862 Arbitres : Amy Bonner Blanca Burns Johnny Batista |
| 27 septembre 2022 17h30 | Boxscore | Score par quart-temps : 17-24, 15-13, 14-16, 16-15  |                                     |                                                     |  | Sydney Super Dome, Sydney Affluence : 2862 Arbitres : Amy Bonner Blanca Burns Johnny Batista |
| 27 septembre 2022 17h30 | Boxscore | Score par mi-temps : 32-37, 30-31                   |                                     |                                                     |  | Sydney Super Dome, Sydney Affluence : 2862 Arbitres : Amy Bonner Blanca Burns Johnny Batista |
| 27 septembre 2022 17h30 | Boxscore | Chartereau, 16 Williams, 5 Williams, 4 Williams, 18 | Points Rebonds Passes d. Évaluation | Anderson, 18 Krajišnik, 13 Anderson, 6 Anderson, 23 |  | Sydney Super Dome, Sydney Affluence : 2862 Arbitres : Amy Bonner Blanca Burns Johnny Batista |

### Australie - Japon
| 27 septembre 2022 20h30 | Boxscore | Australie                                         | 71-54                               | Japon                                        |  | Sydney Super Dome, Sydney Affluence : 5923 Arbitres : Yasmina Alcaraz Martin Vulić Julio Anaya |
| 27 septembre 2022 20h30 | Boxscore | Score par quart-temps : 16-18, 20-16, 20-9, 15-11 |                                     |                                              |  | Sydney Super Dome, Sydney Affluence : 5923 Arbitres : Yasmina Alcaraz Martin Vulić Julio Anaya |
| 27 septembre 2022 20h30 | Boxscore | Score par mi-temps : 36-34, 35-20                 |                                     |                                              |  | Sydney Super Dome, Sydney Affluence : 5923 Arbitres : Yasmina Alcaraz Martin Vulić Julio Anaya |
| 27 septembre 2022 20h30 | Boxscore | Whitcomb, 15 George, 9 Madgen, 6 Tolo, 20         | Points Rebonds Passes d. Évaluation | Okoye, 14 Tokashiki, 7 Miyazaki, 5 Okoye, 12 |  | Sydney Super Dome, Sydney Affluence : 5923 Arbitres : Yasmina Alcaraz Martin Vulić Julio Anaya |